# Особняк с привидениями (фильм, 2003)
«Особняк с привидениями» (англ. The Haunted Mansion) — американская фэнтезийная комедия 2003 года. Снята кинокомпанией Walt Disney Pictures. Название имеет также ещё две версии перевода: «Дом с привидениями» и «Дом с приколами».

## Сюжет
Супруги Эверсы — риэлторы, оба очень занятые. Их принцип: работа прежде всего. Не исключение и годовщина их свадьбы. В этот день они должны осмотреть старинное поместье. Вместе с детьми они решают ненадолго заехать туда. Проливной дождь затапливает дорогу, и Эверсам приходится заночевать у странного хозяина этого поместья, мистера Грэйси, и его не менее странного дворецкого Рэмзли. Семейка то и дело натыкается на всякие странности: магические говорящие шары, духи и потайные ходы. Кроме того, мистер Грэйси считает, что миссис Эверс — его погибшая невеста из XIX века. Он и его слуги готовы на всё, чтобы вернуть Элизабет. А несколько призраков решаются помочь Эверсам…

## В ролях
| Актёр              | Роль                                      |
| ------------------ | ----------------------------------------- |
| Эдди Мерфи         | Джим Эверс                                |
| Теренс Стэмп       | Рэмзли (дворецкий в поместье)             |
| Натаниель Паркер   | мистер Грэйси (хозяин поместья)           |
| Марша Томасон      | Сара Эверс                                |
| Дженнифер Тилли    | мадам Леота (девушка в магическом шаре)   |
| Уоллес Шон         | Эзра (призрак, муж Эммы)                  |
| Дина Спайби        | Эмма (призрак, кухарка, жена Эзры)        |
| Марк Джон Джеффрис | Майкл Эверс (сын Эверсов)                 |
| Эри Дэвис          | Меган (дочь Эверсов)                      |
| Мартин Клебба      | довольное привидение (в титрах не указан) |